# Ellopostoma mystax
Ellopostoma mystax és una espècie de peix de la família dels balitòrids i de l'ordre dels cipriniformes.

## Morfologia
- Els mascles poden assolir 7 cm de longitud total.[6][7]

## Alimentació
Menja microfauna bentònica.

## Hàbitat
És un peix d'aigua dolça, demersal i de clima tropical.

## Distribució geogràfica
Es troba a Àsia: és un endemisme de Tailàndia (els rius Tapi i Saiburi a les províncies de Surat Thani i Pattani).

## Amenaces
Les seues principals amenaces són la sedimentació causada per la desforestació per estendre les plantacions d'oli de palma, els agroquímics i la construcció de preses.